# 18874 Raoulbehrend
18874 Raoulbehrend este un asteroid din centura principală de asteroizi.

## Descriere
18874 Raoulbehrend este un asteroid din centura principală de asteroizi. A fost descoperit pe 8 noiembrie 1999 la Gnosca de Stefano Sposetti. Asteroidul prezintă o orbită caracterizată de o semiaxă mare de 2,27 ua, o excentricitate de 0,11 și o înclinație de 4,5° în raport cu ecliptica.